# Maux (Nièvre)
Pour les articles homonymes, voir Maux.
Pour l’article ayant un titre homophone, voir Meaux.
Maux est une commune française située dans le département de la Nièvre, en région Bourgogne-Franche-Comté.

## Géographie

### Lieux-dits et écarts
(liste non exhaustive)
- Bunays aujourd'hui Beunas, Chandiou ou aujourd'hui Champdioux, Mont-en-Genevray, Moulin-Mauguin, Robinet, le Grand Massé, l'Huis Griveau, l'Huis Labour, Ursier, Montchamois, Chamnay, Chargeloup, Abon.

### Relief et géologie
- Sol en partie calcaire et en partie argilo-silicieux.

### Hydrographie
- Le Veynon, le Morion, le Garat.

### Climat
Pour des articles plus généraux, voir Climat de la Bourgogne-Franche-Comté et Climat de la Nièvre.
En 2010, le climat de la commune est de type climat océanique altéré, selon une étude du Centre national de la recherche scientifique s'appuyant sur une série de données couvrant la période 1971-2000. En 2020, Météo-France publie une typologie des climats de la France métropolitaine dans laquelle la commune est toujours exposée à un climat océanique altéré et est dans la région climatique Centre et contreforts nord du Massif Central, caractérisée par un air sec en été et un bon ensoleillement.
Pour la période 1971-2000, la température annuelle moyenne est de 10,9 °C, avec une amplitude thermique annuelle de 16 °C. Le cumul annuel moyen de précipitations est de 1 013 mm, avec 12,7 jours de précipitations en janvier et 8,1 jours en juillet. Pour la période 1991-2020, la température moyenne annuelle observée sur la station météorologique de Météo-France la plus proche, « Chateau Chinon », sur la commune de Château-Chinon (Ville) à 12 km à vol d'oiseau, est de 10,5 °C et le cumul annuel moyen de précipitations est de 1 252,3 mm. 
La température maximale relevée sur cette station est de 38,8 °C, atteinte le 25 juillet 2019 ; la température minimale est de −21,3 °C, atteinte le 10 février 1956,,.
Les paramètres climatiques de la commune ont été estimés pour le milieu du siècle (2041-2070) selon différents scénarios d'émission de gaz à effet de serre à partir des nouvelles projections climatiques de référence DRIAS-2020. Ils sont consultables sur un site dédié publié par Météo-France en novembre 2022.

## Urbanisme

### Typologie
Au 1er janvier 2024, Maux est catégorisée commune rurale à habitat très dispersé, selon la nouvelle grille communale de densité à sept niveaux définie par l'Insee en 2022.
Elle est située hors unité urbaine et hors attraction des villes,.

### Occupation des sols
L'occupation des sols de la commune, telle qu'elle ressort de la base de données européenne d’occupation biophysique des sols Corine Land Cover (CLC), est marquée par l'importance des territoires agricoles (89,6 % en 2018), une proportion sensiblement équivalente à celle de 1990 (89,8 %). La répartition détaillée en 2018 est la suivante :prairies (80,2 %), forêts (10,4 %), zones agricoles hétérogènes (6,2 %), terres arables (3,2 %). L'évolution de l’occupation des sols de la commune et de ses infrastructures peut être observée sur les différentes représentations cartographiques du territoire : la carte de Cassini (XVIIIe siècle), la carte d'état-major (1820-1866) et les cartes ou photos aériennes de l'IGN pour la période actuelle (1950 à aujourd'hui).

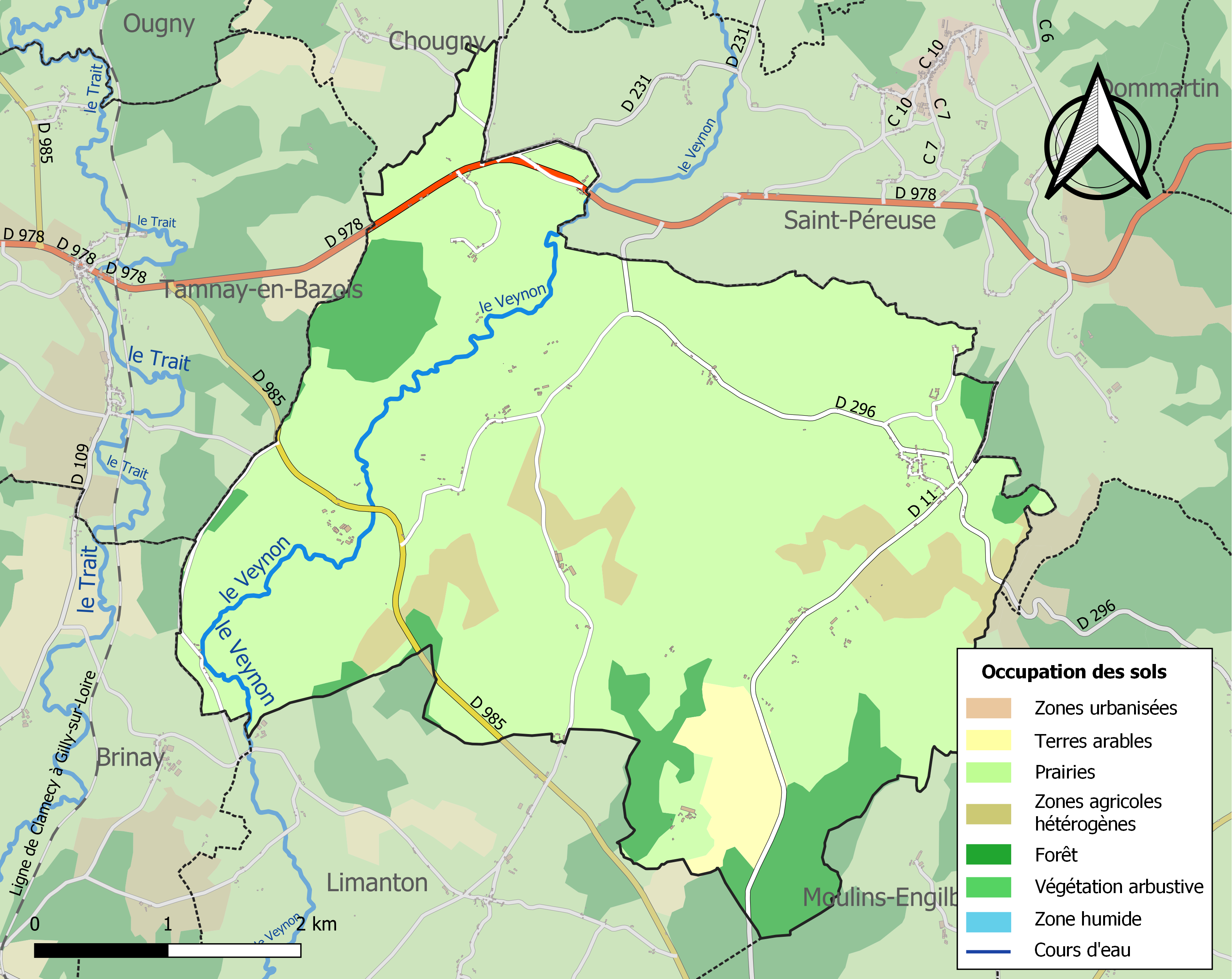
Carte des infrastructures et de l'occupation des sols de la commune en 2018 (CLC).

## Toponymie
Les noms portés antérieurement par la commune sont Mosium, Mala, Moyes.

## Histoire
Cette commune est composée de la réunion de deux paroisses : Maux et le siège de la seconde était à Abon.
En 1260, Jean, chevalier, seigneur de Châtillon-en-Bazois, donne pour l'anniversaire de ses parents ce qu'il possède à Urcey, et le fief que tenait la veuve du chevalier Gui de Digoine sis aussi à Urcey. Il cite encore des biens à Montchamois, Vauzelles, Abbon, et Marzy. Cette famille de Digoine, alors possessionnée en Avallonnais (Marmeaux)  et Auxois (Nan-sous-Thil) seigneur de Coddes à Cercy-la-Tour s'est ensuite transportée en Charolais à Moleron (Vaudebarrier) . 

## Politique et administration

### Liste des maires

#### Ancien Régime
- 1710  -  Guiller, curé de cette paroisse a laissé des notes sur le désastre de l'hiver 1709, au cours duquel disparut un tiers de ses paroissiens. Il appartenait probablement à la Maison des Guiller du Mont. Il portait «  D'azur, à une cuillère d'argent renversée, posée en pal »[15].

#### Depuis La Révolution
| Période                                  | Période   | Identité         | Étiquette | Qualité              |
| ---------------------------------------- | --------- | ---------------- | --------- | -------------------- |
| Les données manquantes sont à compléter. |           |                  |           |                      |
| mars 2001                                | mars 2008 | Monique Laporte  |           |                      |
| mars 2008                                | 2020      | Éric Thomas      |           | Directeur de société |
| 2020                                     | En cours  | Danièle Péraudin |           |                      |

## Population et société

### Démographie
L'évolution du nombre d'habitants est connue à travers les recensements de la population effectués dans la commune depuis 1793. Pour les communes de moins de 10 000 habitants, une enquête de recensement portant sur toute la population est réalisée tous les cinq ans, les populations de référence des années intermédiaires étant quant à elles estimées par interpolation ou extrapolation. Pour la commune, le premier recensement exhaustif entrant dans le cadre du nouveau dispositif a été réalisé en 2004.

En 2022, la commune comptait 146 habitants, en évolution de +4,29 % par rapport à 2016 (Nièvre : −3,28 %, France hors Mayotte : +2,11 %).
| 1793 | 1800 | 1806 | 1821 | 1831 | 1836 | 1841 | 1846 | 1851 |
| ---- | ---- | ---- | ---- | ---- | ---- | ---- | ---- | ---- |
| 583  | 546  | 526  | 466  | 611  | 603  | 648  | 605  | 607  |

| 1856 | 1861 | 1866 | 1872 | 1876 | 1881 | 1886 | 1891 | 1896 |
| ---- | ---- | ---- | ---- | ---- | ---- | ---- | ---- | ---- |
| 661  | 672  | 709  | 689  | 762  | 745  | 758  | 716  | 708  |

| 1901 | 1906 | 1911 | 1921 | 1926 | 1931 | 1936 | 1946 | 1954 |
| ---- | ---- | ---- | ---- | ---- | ---- | ---- | ---- | ---- |
| 668  | 614  | 561  | 501  | 418  | 396  | 354  | 352  | 282  |

| 1962 | 1968 | 1975 | 1982 | 1990 | 1999 | 2004 | 2006 | 2009 |
| ---- | ---- | ---- | ---- | ---- | ---- | ---- | ---- | ---- |
| 247  | 253  | 223  | 165  | 167  | 148  | 146  | 143  | 136  |

| 2014 | 2019 | 2022 | - | - | - | - | - | - |
| ---- | ---- | ---- | - | - | - | - | - | - |
| 141  | 144  | 146  | - | - | - | - | - | - |

## Culture locale et patrimoine

### Lieux et monuments

#### Religieux

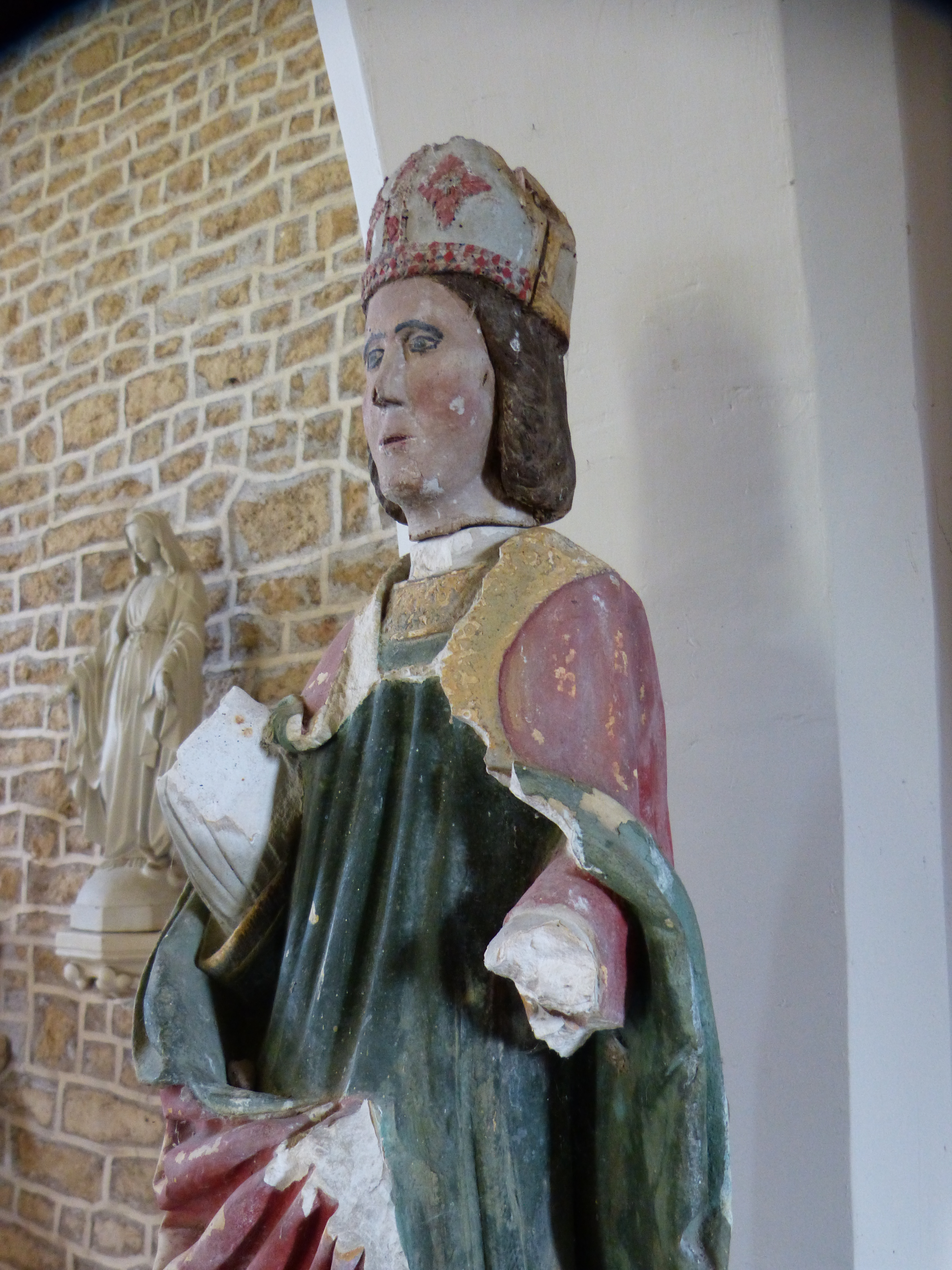
Église Saint-Michel de Maux, église paroissiale qui conserve dans ses murs un vase à fleurs en faïence de la poterie de la Montagne de Saint-Honoré-les-Bains.
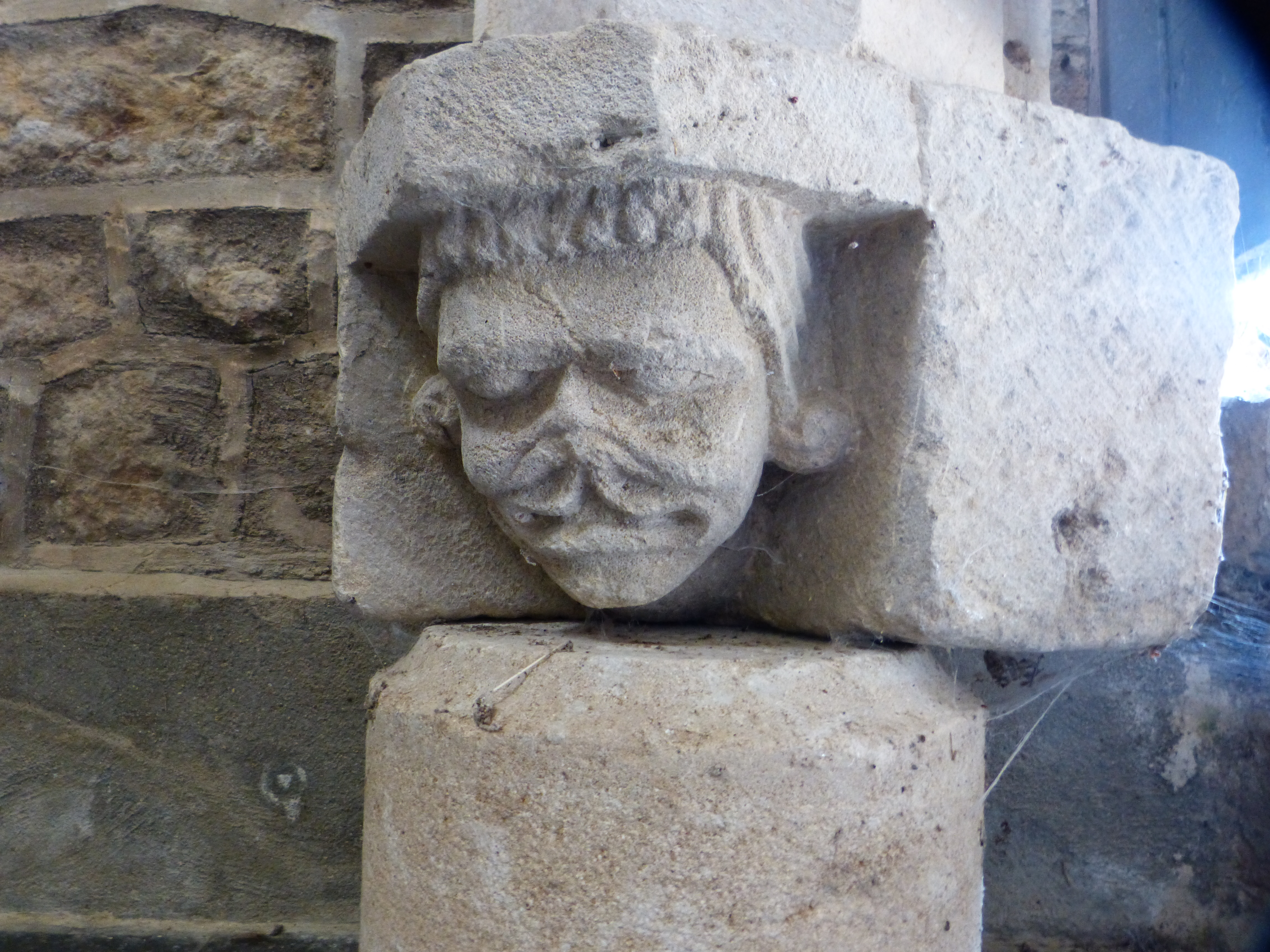
Chapelle d'Abon, ancienne chapelle du prieuré de Saint-Donat, dépendant de l'abbaye saint Léonard de Corbigny. À l'intérieur se trouve une statue en bois représentant saint Donat, datant du XVIe siècle, il lui manque un bras. Fortement remanié, cet édifice privé ne se visite pas.   - La statue de saint Donat.
  - Détail sculpté.

#### Civils
- Château de Chandioux (ou Champdioux), ruines grandioses du XIIIe siècle. Le château est construit par Jean de Champdéo, descendant des ducs de Bretagne.

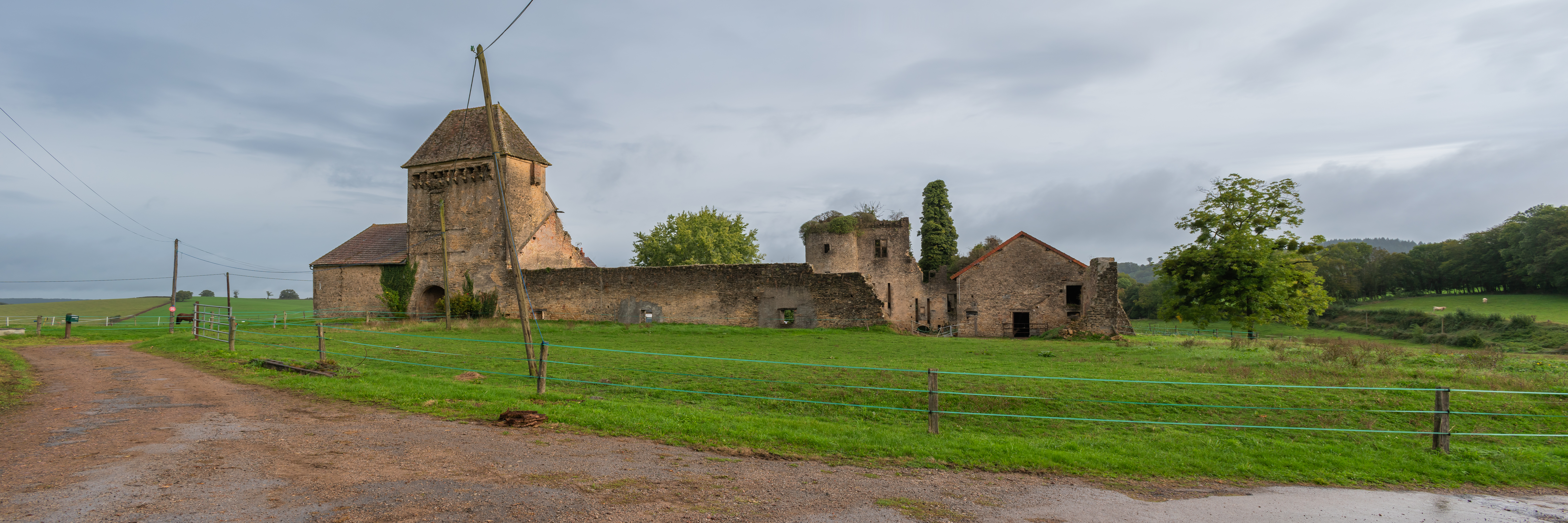
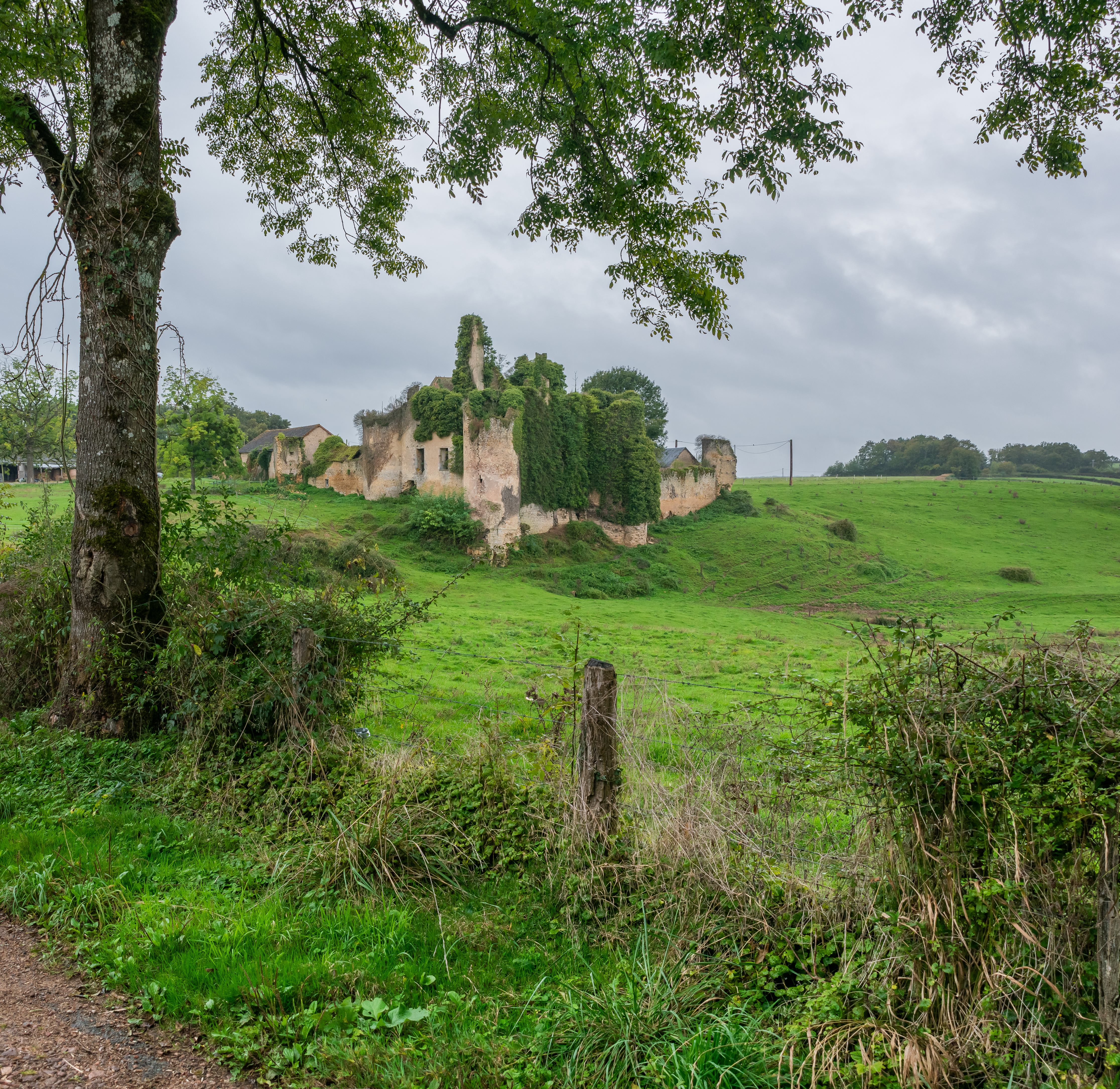
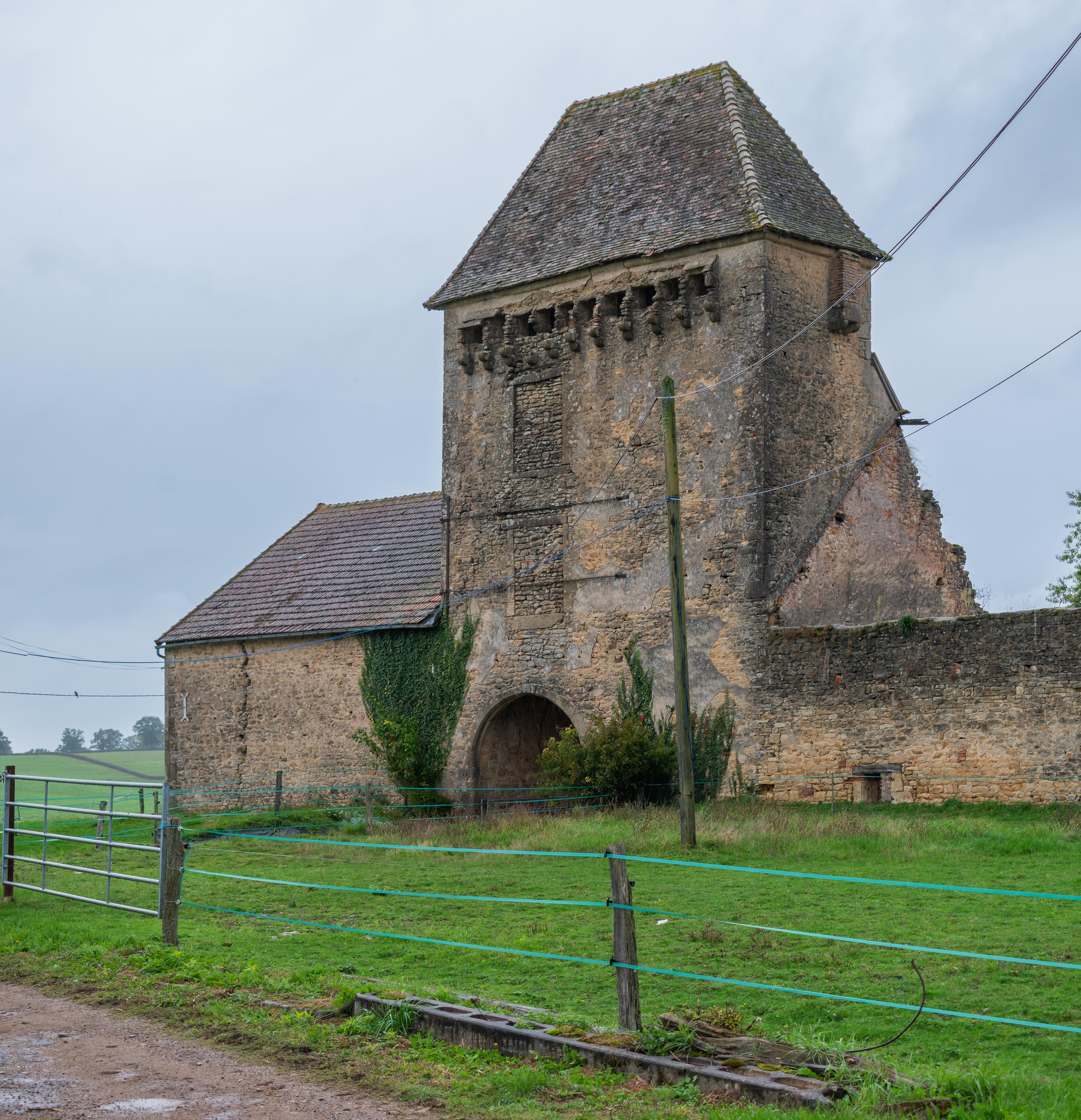

- Château d'Abon, construction du XIXe siècle.

### Personnalités liées à la commune
- Edme Pelletier-Dulas (1795-1859), député, est né dans la commune.
- Jude Bondèze (1957-2010) auteur-compositeur, chanteur et danseur centrafricain, y a passé son baccalauréat.